# Sergio Paris
Sergio Andrés Lizzulli (Comodoro Rivadavia, 23 de enero de 1965), conocido por su nombre artístico Sergio Paris, es un actor, director y profesor de improvisación teatral argentino radicado en Perú, fundador y director de la escuela artística Keto Impro.[cita requerida]

## Biografía
Sergio Andrés Lizzulli nació el 23 de enero de 1965 en la ciudad de Comodoro Rivadavia, provincia del Chubut.[cita requerida] Proveniente de una familia de clase media, realizó sus estudios de actuación en su país natal en la Escuela Municipal de Arte Dramático y la Escuela de Géneros Teatrales Puros a cargo de la dirección de Cristina Moreira.
Comenzó su carrera artística en su país bajo el nombre artístico de Sergio Paris en el año 1984 con la obra de teatro Revolución mental, además de su participación en la telenovela argentina Montaña rusa en 1994 como Willy.[cita requerida] Fue en el año 1998 cuando Paris inicia su radicación en Perú, debutando en la telenovela Cosas del amor .
Años después, funda en la capital peruana Lima su propia escuela de improvisación teatral Keto Impro en 2003, la cual se desempeña como profesor y director en la actualidad. Gracias a ello, le permitió a Paris a participar en posteriores producciones teatrales en el dicho país, teniendo cortos roles en las teleseries La gran sangre en el 2006, donde interpretó a Manuel Ferrand y Golpe a golpe al año siguiente como «El Turco».[cita requerida] Seguidamente, tuvo un rol en la cinta La prueba.
Tras haber participado como rol principal y secundario en series y películas, Paris asume el reparto de la secuela juvenil peruana Ven, baila, quinceañera en el papel de Facundo Gatti, quién sería el tío de Lucas Pedraglio y pretendiente de María Elena Moscoso, convirtiéndose así en uno de los personajes soportes de la ficción. Gracias a su popularidad, Paris retomó el mismo rol protagonizando el spin-off Los Vílchez en 2019 por dos temporadas consecutivas.[cita requerida] Al año siguiente, antagoniza en el otro formato Te volveré a encontrar como Máximo Venero.
En el teatro, dirigió el montaje Improvisaciones mínimas en 2004, donde a la par fue el creador, complementando sus participaciones en las obras de Chela de Ferrari y Juan Carlos Fisher. Fue protagonista de la obra de teatro Todos mis miedos en el año 2016, haciendo el personaje de Bruno y compartió escena junto a otros actores del medio local como Fiorella Rodríguez y Mayella Lloclla. Dirigió los proyectos Impros mínimas en 2017 con los alumnos de Keto Impro[cita requerida] y Los perros en el año 2023, siendo en esta última, teniendo como protagonistas a los esposos Emilia Drago y Diego Lombardi. Además, prestó su presencia en el montaje Katrina Kunetsova y el clítoris gigante para Sala de Parto, interpretando a Kosta Ivanovic.[cita requerida] A finales de 2020, asumió la dirección del otro formato Delicada flor de loto, contando con un elenco de actores como Pold Gastello y protagoniza la obra de teatro Antes y después haciendo 3 personajes a la vez: El hombre debajo del foco, un maestro y Jorge.
En el año 2022, asume el rol principal de la película La pena máxima como el agente Cóndor y al año siguiente, protagoniza la obra Seminario en el Auditorio del Museo de Arte de Lima como Leonard, un profesor de escuela. Seguidamente, participó como protagonista de la obra de improvisación Cuanto menos es más junto a Mariana Palau.
Paris asume de nuevo el protagónico de la obra de teatro de drama Nerium Park, dándole vida a Gerardo y compartió el rol al lado de la actriz peruana Ximena Díaz.Protagonizó la comedia Sylvia en 2023, interpretando a tres personajes.

## Filmografía

### Televisión
| Año       | Título                  | Rol                       | Notas                     |
| --------- | ----------------------- | ------------------------- | ------------------------- |
| 1994-1995 | Montaña rusa            | Willy                     | Rol coprotagónico         |
| 1996      | Hola papi               |                           | Rol secundario            |
| 1997      | Poliladrón              |                           | Rol secundario            |
| 1997      | Pan caliente            |                           | Rol principal             |
| 1998      | Cosas del amor          |                           | Rol secundario            |
| 1999      | Girasoles para Lucía    |                           | Rol recurrente            |
| 1999      | Patacláun               | Él mismo                  | Rol de invitado especial  |
| 2000      | Pobre diabla            |                           | Rol recurrente            |
| 2003      | Luciana y Nicolás       |                           | Rol secundario            |
| 2004      | Eva del Edén            |                           | Rol principal             |
| 2006      | La gran sangre          | Manuel Ferrand            | Rol principal             |
| 2007      | Golpe a golpe           | «El Turco»                | Rol principal             |
| 2007      | Un amor indomable       |                           | Rol principal             |
| 2007      | Por la Sarita           |                           | Rol principal             |
| 2007      | Rita y yo               | Amed                      | Rol de actuación especial |
| 2008      | Los Jotitas             |                           | Rol principal             |
| 2010      | Los exitosos Gómes      |                           | Rol principal             |
| 2015-2018 | Ven, baila, quinceañera | Facundo Iván Gatti Olmedo | Rol coprotagónico         |
| 2019-2020 | Los Vílchez             | Facundo Iván Gatti Olmedo | Rol protagónico           |
| 2020      | Te volveré a encontrar  | Máximo Venero Moreno      | Rol antagónico principal  |
| 2021      | Los otros libertadores  | Manuel Pardo Ribadeneira  | Rol principal             |
| 2021-2022 | Junta de vecinos        | Leonardo Pereira          | Rol recurrente            |

### Cine
| Año  | Título                  | Rol                               | Notas             |
| ---- | ----------------------- | --------------------------------- | ----------------- |
| 1988 | La hija del pescador    |                                   | Rol secundario    |
| 1998 | Pizza, birra, faso      | Policía 1                         | Rol principal     |
| 2006 | La prueba               |                                   | Rol principal     |
| 2011 | El guachimán            | Supervisor de la empresa Centauro | Rol principal     |
| 2011 | Bolero de noche         |                                   | Rol principal     |
| 2014 | Magallanes              |                                   | Rol recurrente    |
| 2017 | Locos de amor 2         |                                   | Rol principal     |
| 2019 | Un amor hasta las patas | Alberto                           | Rol principal     |
| 2022 | La pena máxima          | Agente «Cóndor»                   | Rol coprotagónico |
| 2023 | Asu mare, los amigos    | Gerente                           | Rol principal     |

## Teatro
- Revolución mental (1984)
- Quién mató al gran jefe (1986) como Él mismo (director general).
- El segundo círculo (1987) como Él mismo (director general).
- No hay que llorar (1987)
- Tuté cabrero (1987)
- El día que desapareció Jesús (1990)
- Humorbozo (1991, 1994)
- Pataclaún en venta (2000) como Él mismo (asistente de dirección).
- Improvisaciones mínimas (2004) como Él mismo (director general).
- El mundo ha vivido equivocado (2004)
- El perro del hortelano (2005)
- El hombre almohada (2006)
- Dominante del si bemol (2007)
- Gordas (2009)
- Sombras (2013)[14]
- Katrina Kunetsova y el clítoris gigante (2017) como Kosta Ivanovic (coprotagónico).
- Huracán (2015-2016)
- Todos mis miedos (2016) como Bruno (protagónico).[7]
- Impros mínimas (2017) como Él mismo (director).
- La cena (2017)
- Un día muy particular (2017)
- Nerium Park (2019) como Gerardo (protagónico).[13]
- Delicada flor de loto (2020) como Él mismo (director general).
- Antes y después (2020) como El hombre debajo del foco, un maestro y Jorge (protagónico).[10]
- Mentiras (2022)
- Seminario (2022) como Leonard (protagónico).
- Los perros (2023) como Él mismo (director general).
- Cuando menos es más (2023)
- Vida de pareja (2023) como Varios roles (protagónico).
- Sylvia (2023) como Sylvia (protagónico).